# Растовка (Тамбовская область)
Растовка — деревня в Мордовском районе Тамбовской области России. Входит в состав Лавровского сельсовета.

## География
Деревня находится в юго-западной части Тамбовской области, в лесостепной зоне, в пределах Окско-Донской низменной равнины, к востоку от автодороги Р193, на расстоянии примерно 28 километров (по прямой) к северо-востоку от Мордова, административного центра района. Абсолютная высота — 175 метров над уровнем моря.

### Климат
Климат умеренно континентальный, относительно сухой, с холодной продолжительной зимой и тёплым летом. Средняя температура воздуха самого холодного месяца (января) — − −10,6 °C (абсолютный минимум — −39 °C); самого тёплого месяца (июля) — 20,6 °C (абсолютный максимум — 40 °С). Продолжительность периода с положительной температурой колеблется от 145 до 150 дней. Среднегодовое количество атмосферных осадков составляет 450—475 мм, из которых большая часть выпадает в тёплый период. Снежный покров держится в течение 135 дней.

### Часовой пояс
Деревня Растовка, как и вся Тамбовская область, находится в часовой зоне МСК (московское время). Смещение применяемого времени относительно UTC составляет +3:00.

## История
Список населённых мест Тамбовской губернии по сведениям 1862 года описывает деревня Васильевка Тамбовского уезда 4-го стана, по левую сторону Воронежского транспортного тракта на г. Усмань, при пруде. Число дворов - 19, население мужского пола - 89, женского - 99.
В 1873 году деревня насчитывала 150 душ мужского пола, относилась к Лавровскому 4-му призывному участку, в 4 верстах от него.
Во время голода в России 1891—1892 годов большая часть крестьян с осени 1891 года пораспрадовала своих лошадей, коров и овец, не имея возможности прокормить их зимой. С наступлением зимы 1892 года их положение стало критическим, многие из них ещё зимой взяли у землевладельцев под обработку землю. В марте 1892 году владелец села Лаврово Даниил Самуилович Поляков, через своего управляющего Н. И. Короткого запрашивал из Петербурга телеграммой о количестве суммы, которая потребуется для прокормления местного населения до нового урожая, об засаженнии их полей яровым хлебом и заведения хозяйственного инвентаря нуждающимся крестьян села Лаврова и деревни Ростовки. В итоге Короткий получил сумму из главной конторы Полякова. Многие крестьяне были обрадованы данным событием, Поляков не раз им помогал.
Упоминается в епархиальных сведениях 1911 года по церковному приходу села Лаврово (50 дворов, мужчин - 230, женщин - 240). Там она упоминается как Васильевка (Ростовка).
По данным Всесоюзной переписи 1926 года деревня Ростовка-Васильевка (Александровка) насчитывала русских 107 домохозяйств, с населением женского пола — 319, мужского — 261, всего 580 жителей.
В 1941 году в деревне насчитывалось 65 домохозяйств.

## Население
| 2010 |
| ---- |
| 17   |

### Половой состав
По данным Всероссийской переписи населения 2010 года в гендерной структуре населения мужчины составляли 35,3 %, женщины — соответственно 64,7 %.

### Национальный состав
Согласно результатам переписи 2002 года, в национальной структуре населения русские составляли 100 % из 51 чел.